# Everything2
Everything2, parfois abrégé en E2, est une communauté et une base de données de connaissance, accessible par Internet, dont le contenu est librement rédigé par ses utilisateurs. Le projet a été créé en 1998.